# Zum Auge Gottes

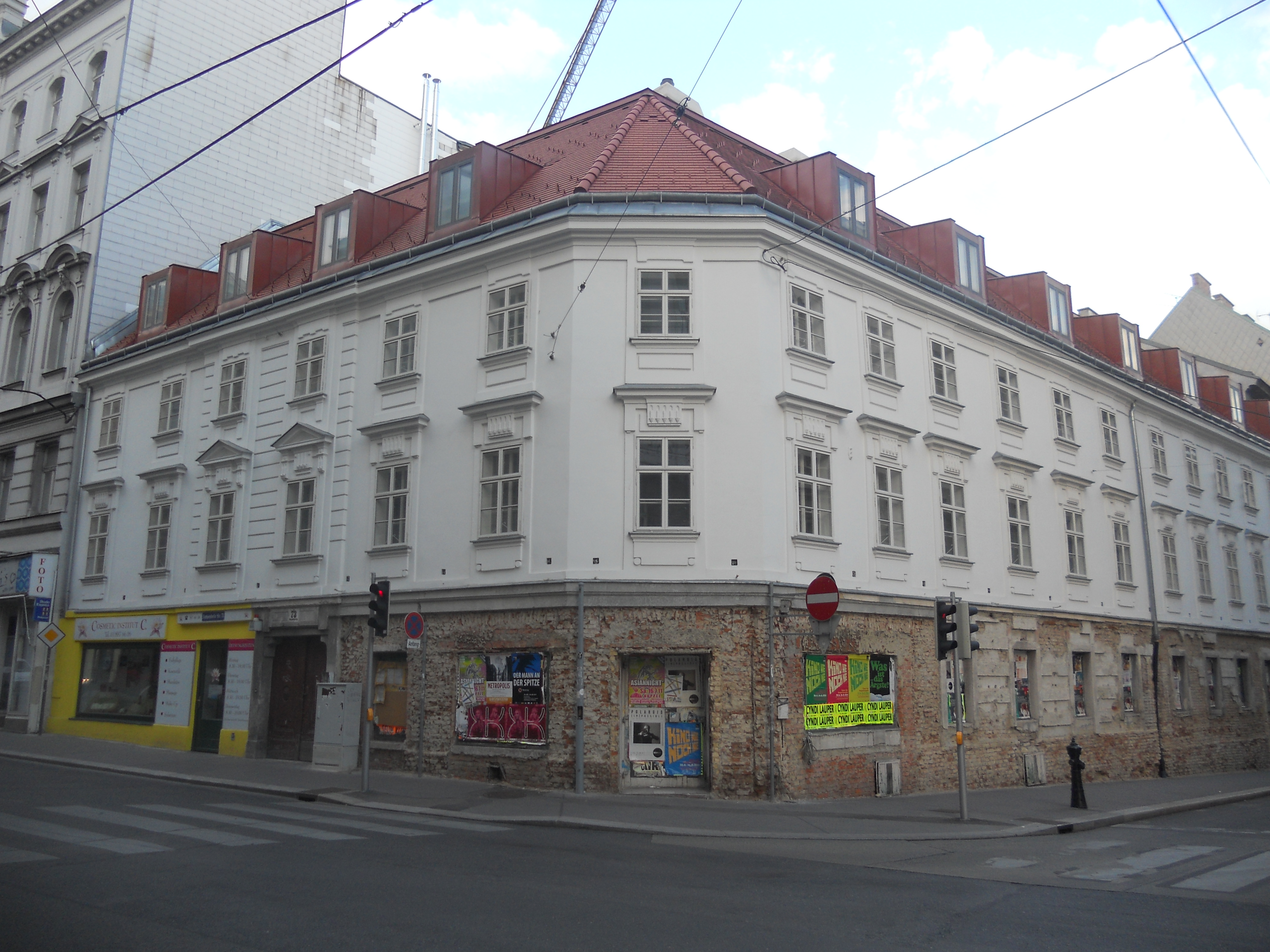
Zum Auge Gottes

Zum Auge Gottes ist der Name eines spätbarocken Wohnhauses in Wien-Mariahilf. Es befindet sich in der Gumpendorfer Straße 73, Ecke Hofmühlgasse und steht unter Denkmalschutz.
Das um 1780 errichtete Gebäude diente als Wohnhaus für die damals aufsteigende Unternehmerschicht in der damaligen Wiener Vorstadt Gumpendorf. Ursprünglich handelte es sich um einen Dreiecksbau, 1822 erfolgte die Erweiterung um den Hoftrakt.

## Architektur
Das dreigeschoßige Vorstadthaus aus josefinischer Zeit weist als stilistische Merkmale Plattendekor auf, die Fenster sind zu Bahnen zusammengefasst, zwei mittlere Achsen am Hauseingangstor sind durch Nutung akzentuiert. Weiters findet man dekoratives Pfeiffendekor sowie eine additiv gegliederte Seitenfassade vor. Der rechteckige Hof verfügt an drei Seiten über offene Pawlatschengänge, über die die einzelnen Wohnungen erreicht werden.
Das Haustor liegt mittig in der schmäleren Hauptfassade in der Gumpendorfer Straße. Ebenerdig liegen hier Geschäftslokale, ein Bäckereigeschäft lief über seinen Eingang am Eckanschnitt auch ein Stück nach rechts zwei Fensterachsen weit in die genau doppelt so lange Gebäudefront in der Hofmühlgasse. Diese 2 Fassaden schließen am Grundriss einen leicht stumpfen Winkel von 106° ein. Der schmale Hof des Hauses ist genau rechteckig und wird heute von 4 Gebäudetrakten auf diesem Grundstück umschlossen.
Heute ist der Dachraum als Mansarde ausgebaut. Dafür wurden die ziegelgedeckten Dachflächen aufgesteilt. Oben anschließende flachere Blechdachflächen sind weniger sichtbar und bieten mehr Raum unterhalb. An den 2 Straßenseiten des Dachs liegt jeweils nur eine regelmäßige Reihe blechverkleidete  Dachgaupen mit Mansardenfenstern, an den Hofdachseiten finden sich jedoch unregelmäßiger und in 2 Etagen angeordnet andere Konstruktionen.

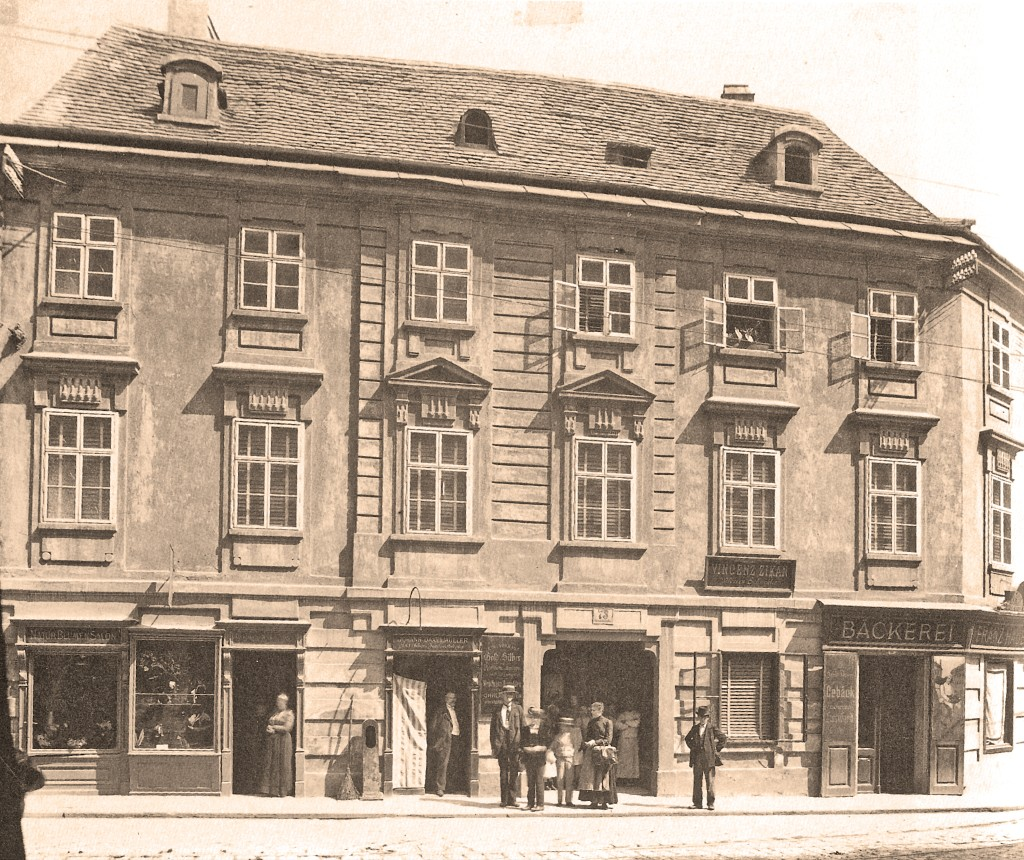
Front zur Gumpendorfer Straße, Anfang 20. Jahrhundert
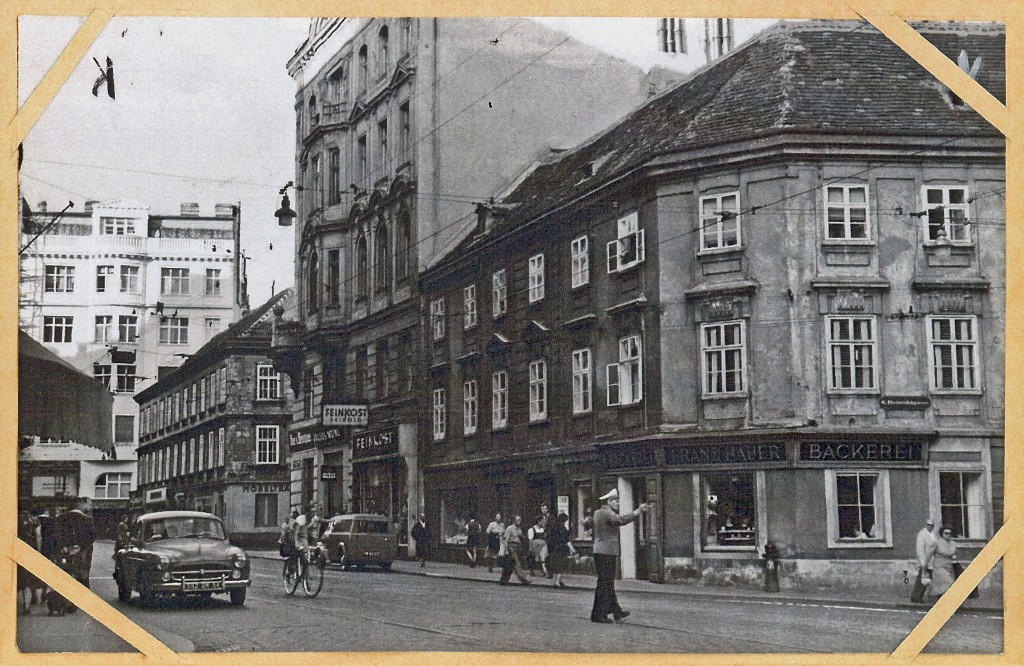
Gumpendorfer Straße in den 1950er Jahren
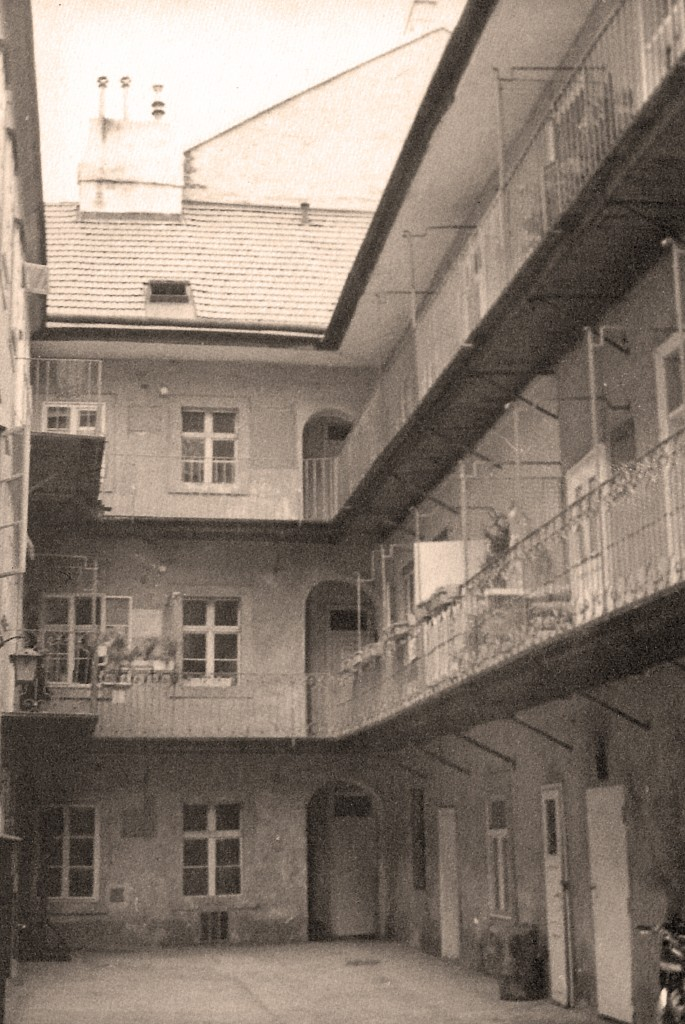
Innenhof mit den Pawlatschengängen, 1950er Jahre